# Eristalinus mendax
Eristalinus mendax är en tvåvingeart som först beskrevs av Charles Howard Curran 1927.  Eristalinus mendax ingår i släktet slamflugor, och familjen blomflugor.
Artens utbredningsområde är Kongo. Inga underarter finns listade i Catalogue of Life.